# Scharfe Küsse für Mike Forster
Scharfe Küsse für Mike Forster ist ein britischer Action- und Agentenfilm mit einer internationalen Besetzung um Paul Maxwell und Marisa Mell. Er gehört zu einer Eurospy-Welle der 1960er infolge des Erfolgs der James-Bond-Filme und entstand an Originalschauplätzen in Österreich und Budapest. Die Premiere fand am 13. August 1965 in Wien statt unter dem Titel Agent FS – der Mann ohne Gesicht. Die deutsche Erstaufführung war am 28. Oktober 1966. Vier Monate zuvor startete City of Fear, so der Originaltitel, bereits in Großbritannien.

## Handlung
US-Reporter Mike Forster ist, obwohl weder alert noch smart oder gar übermäßig attraktiv, ein ziemlicher Hallodri mit hohem Frauenverschleiß. Jedenfalls hat er primär die holde Weiblichkeit im Kopf und final auch in den Armen, als dass er sich um eine heiße Story kümmert. Sein vom Turteln mit der Damenwelt bestimmtes Berufsdasein erfährt eines Tages eine abrupte Wendung, als er sich vom Küssen ab- und dem Ost-West-Konflikt zuwenden muss. Auf dem Wiener Flughafen wartet er gerade auf seine Maschine, die ihn nach Budapest, hinter den Eisernen Vorhang, bringen soll. Ein Fremder namens Ferenc spricht ihn an und verwickelt Mike in ein Gespräch. Bald kommt der Fremde auf den Punkt. Im kommunistischen Ungarn lebe, so sagt er, seine Schwester, deren angeblich todkrankes Kind unbedingt ein Serum benötige, das in Ungarn nicht zu beschaffen sei. Ferenc bittet daher Mike, ein Päckchen, das angeblich die heilende Medizin beinhalte, mitzunehmen, um es vor Ort der Schwester zu übergeben. Ferenc selber könne diesen Job nicht übernehmen, da ihm als Exilant in der alten Heimat Gefahr drohe. Ehe es sich der Amerikaner anders überlegen kann, ist der ominöse Fremde schon wieder verschwunden. Mit ihrem Namen und einer Telefonnummer auf einem Zettel bewaffnet, fliegt Foster in die ungarische Hauptstadt.
Kaum in Budapest angekommen, verliert Mike Forster als erstes den Zettel mit der Anschrift. Da Foster aber annimmt, dass es sich wegen des benötigten Medikamentes um eine Sache auf Leben und Tod handele, kommt der politische Naivling auf die Schnapsidee, einen Aufruf im ungarischen Staatsrundfunk zu starten. Daraufhin meldet sich bei ihm wenig später eine Frau namens Ilona Kovács und besucht Mike in dessen Hotel. Das erste Gespräch verläuft merkwürdig, und Mike ahnt, dass die ganze Geschichte oberfaul ist. Er fragt sich, was wohl wirklich in dem mitgenommenen Päckchen sein mag und öffnet es. Der Journalist staunt nicht schlecht, als er zwei amerikanische Pässe auffindet, ausgestellt auf Ilona und ihren Vater Dr. Paul Kovác, einen renommierten Kernphysiker, der sich in den Westen absetzen will. Bald beginnt die Gegenseite Wind von der Aktion zu bekommen, und Mike Forster gerät zwischen alle Stühle. Mit der kessen Landsfrau Suzan bekommt er allerdings eine hübsche Dame an seine Seite, die ihm Schützenhilfe leistet und Mike so manches Mal aus einer gefährlichen Situation heraushilft. Bald fürchtet Foster statt scharfe Küsse nur noch scharfe Schüsse… Am Ende erweist sich der angeblich hilfsbereite Ferenc als falscher Fuffziger, denn er arbeitet als kommunistischer Agent und hatte es lediglich auf Dr. Kovács’ wissenschaftliche Unterlagen abgesehen. Dazu wollte er ihn mitsamt Tochter aus dem Osten hierher locken und für seine Zwecke missbrauchen.

## Besetzung & Synchronisation
| Figur                | Darsteller       | Deutscher Sprecher |
| -------------------- | ---------------- | ------------------ |
| Mike Forster         | Paul Maxwell     | Reinhard Glemnitz  |
| Suzan                | Terry Moore      | Rosemarie Fendel   |
| Ilona Kovác          | Marisa Mell      | Marisa Mell        |
| Dr. Paul Kovác       | Albert Lieven    | Leo Bardischewski  |
| Ferenc               | Pinkas Braun     | Helmo Kindermann   |
| Eva                  | Helga Lehner     | Helga Lehner       |
| Taxifahrerin Magda   | Zsuzsa Bánki     | Maria Landrock     |
| Reiseleiterin Marika | Mária Takács     | Ingrid Capelle     |
| Zimmermädchen        | Maria Rohm       | Sabine Eggerth     |
| Zsu Zsu              | Brigitte Heiberg |                    |

## Kritiken
„Bis auf den letzten, nicht immer überzeugend gelungenen Komplex ist die Handlung schlüssig entwickelt; mit weniger Schlägereien, dafür aber umso mehr Frauengeschichten als in anderen ähnliche Filmen. Annehmbare Darstellung[,] glaubhaft gestelltes Milieu.“

„Naiver Agentenfilm mit einer allzu dürftigen Story.“

„Ermüdende Gaunergeschichte“

## Belege
1. ↑  Agent FS – der Mann ohne Gesicht in Paimann’s Filmlisten
2. ↑  Scharfe Küsse für Mike Foster [sic!]. In: Lexikon des internationalen Films. Filmdienst, abgerufen am 16. Mai 2020.
3. ↑  Leonard Maltin: Movie & Video Guide, 1996 edition, S. 236